# Ancienne église de Sipoo
Pour les articles homonymes, voir Église de Sipoo.
L'ancienne église de Sipoo (en finnois : Sipoon vanha kirkko) ou église Saint-Sigfrid (en finnois : Pyhän Sigfridin kirkko) est une église médiévale en pierre grise située à Sipoo en Finlande ,.

## Présentation
L'église a été construite entre 1450 et 1454, et l’œuvre du concepteur inconnu, le  maître de Pernaja, comme d'autres églises en pierre grise de l'Est de la région d'Uusimaa.
Le sol est pavé de pierres. 
Les peintures à la chaux des voûtes se composent de diverses boucles de feuilles et de motifs et de personnages primitifs. 
La chaire et les trois armoiries funéraires datent du XVIIe siècle.
En 1901, les objets de l'église sont vendus aux enchères, à l'exception de la chaire et des armoiries funéraires données au musée de Porvoo. 
L'église est rénovée pour la première fois au début des années 1920. 
L'édifice est à nouveau restauré en 1935 par l'architecte Arne Wilhelm Rancken, les peintures sont restaurées. 
De plus, les objets donnés au musée Porvoo sont restitués à l'église.
Situé du côté ouest de l'église, le clocher, a une base voûtée en pierre construite en 1811. 
Sa partie haute est en bois.